# Motor Perkins 4.108
El Perkins 4.108 es un motor de ciclo Diésel diseñado por la empresa británica Perkins Engines y fabricado bajo licencia por varias empresas alrededor del mundo. Fue equipado también en una amplia variedad de automóviles, sean coches o furgonetas. Con una capacidad de 108 pulgadas cúbicas (1760 cm³) y una potencia de 51 cv, fue un motor muy apreciado por su fiabilidad.

## Características
- Cilindros: 4
- Cilindrada: 1760 cm³
- Diámetro: 79,4 mm
- Carrera: 88,9 mm
- Compresión: 22 a 1
- Potencia máxima: 51 cv (DIN) a 4000 rpm

## Algunos vehículos que lo equiparon
- Ebro F100
- Jeep-Viasa CJ-3B
- Ebro Comando
- Avia 1000/1250/2000
- Ebro F260/F275/F350
- Opel Blitz
- SAVA J4
- SEAT 131
- Ramirez - Rural 750

- Datos: Q28502611